# Trym Torson
Trym Torson (ur. 1974 jako Kai Johnny Solheim Mosaker) – norweski perkusista. Zaczynał karierę w vikingmetalowym zespole Enslaved (1991–1995). Następnie związał się z blackmetalową grupą Emperor. Wraz z zespołem otrzymał nagrodę norweskiego przemysłu fonograficznego Spellemannprisen. Trym grał na koncertach grupy Satyricon podczas jego trasy po Stanach Zjednoczonych, zastępując Kjetila-Vidara "Frosta" Haraldstada, który nie mógł dostać wizy. Razem z Tomasem "Samothem" Haugenem założył black/deathmetalowy zespół Zyklon, w którym grał do 2010 roku. Duży wpływ na jego grę wywarł jazz.
Torson jest również tatuażystą i właścicielem studia Emperial Tattoo.

## Dyskografia
| Emperor - Reverence (EP, 1997) - Anthems to the Welkin at Dusk (1997) - Emperor / Wrath of the Tyrant (kompilacja, 1998) - Thorns vs. Emperor (split, 1999) - IX Equilibrium (1999) - Emperial Live Ceremony (live, 2000) - Emperial Live Ceremony (VHS/DVD, 2000) - True Kings of Norway (split, 2000) - Prometheus - The Discipline of Fire & Demise (2001) - Emperial Vinyl Presentation (kompilacja, 2001) - Scattered Ashes: A Decade of Emperial Wrath (kompilacja, 2003) |  | Enslaved - Nema (1991, demo) - Rehearsal 92 (1992, demo) - Yggdrasill (1992, demo) - Hordanes Land (EP, 1993) - Emperor/Hordanes Land (EP, 1993) - Vikingligr Veldi (1994) - Frost (1994) - The Forest Is My Throne/Yggdrasil (EP, 1995) |